# Паспорт громадянина Польщі
Паспорт громадянина Польщі  — документ, що видається громадянам Польщі для здійснення поїздок за кордон.
Крім того, що паспорт дозволяє пред'явнику подорожувати на міжнародному рівні та слугує ознакою польського громадянства, він полегшує процес надання допомоги польськими консульськими посадовими особами за кордоном або іншими державами-членами Європейського Союзу у разі відсутності польського консульства, якщо це необхідно.
Кожен польський громадянин також є громадянином Європейського Союзу. Паспорт разом з національним посвідченням дозволяє вільно володіти правами на пересування та проживання в будь-якій з держав Європейського Союзу та Європейського економічного простору.

## Зовнішній вигляд
Польські паспорти, випущені з 2006 року - це бордові, із заголовком "UNIA EUROPEJSKA" (Європейський Союз) та "RZECZPOSPOLITA POLSKA" (Республіка Польща), що зазначені у верхній частині передньої панелі. Польський білий орел розташований в центрі обкладинки, а під ним - "PASZPORT", "PASSPORT" і "PASSEPORT". Польський паспорт має стандартний біометричний символ, поставлений внизу, що позначає документ як паспорт, і використовує стандартний дизайн Європейського Союзу. Дипломатичні паспорти також бургундські за кольором і по суті однакові, але французькі, англійські та польські переклади слова "паспорт" замінені словами "дипломатичний паспорт"; "PASZPORT DYPLOMATYCZNY", "DIPLOMATIC PASSPORT" та "PASSEPORT DIPLOMATIQUE".

## Візові вимоги для громадян Польщі
Станом на серпень 2024 року громадяни Польщі мають можливість відвідувати без візи в цілому 129 держав і територій. Згідно з Індексом обмежень візового режиму, паспорт став 4-м у світі.